# Голоднов, Алексей Васильевич
Алексе́й Васи́льевич Голоднов (30 марта 1925, с. Хрящёвка Куйбышевской области — 30 мая 2006, Киев) — пулемётчик, Герой Советского Союза.

## Биография
Родился в крестьянской семье. В семье кроме Алексея было ещё 8 детей. В 1933 году, спасаясь от голода, семья его переехала в Ивановскую область, недалеко от Кинешмы. Закончил 8 классов заволжской школы).
В 1943 году, приписав себе год, ушёл добровольцем в армию. Был направлен в минно-пулемётное училище, но не успел закончить даже ускоренный курс. Курсантов рядовыми отправили в бой на Курскую дугу.
С лета 1943 года пулемётчик Голоднов на фронте, в 234 гвардейском стрелковом полку 76-й гвардейской стрелковой дивизии 61-й армии Центрального фронта. Освобождал город Орёл, отличился в боях при форсировании Днепра.
28 сентября 1943 года штурмовая группа из 10 человек должна была переправился через Днепр в районе села Мысы Черниговской области. Переправа проходила под сильным огнём противника. В группу, помимо Голоднова, вошли также Георгий Масляков, Акан Курманов, Василий Русаков, Иван Болодурин, Генрих Гендреус, Арсений Матюк, Иван Заулин, Пётр Сафонов. В бою на захваченном ими плацдарме Алексей лично из своего пулемёта уничтожил около 25 гитлеровцев. Бойцы захватили у врага пушку и пулемёт, но и сами оказались в окружении. Ведя огонь из своего и трофейного оружия, пустив в ход гранаты, отбили несколько атак фашистов. Половина бойцов группы погибла.
Отвлекая на себя силы противника, десантники обеспечили переправу основных сил полка. За этот бой всех девятерых представили к званию Героя Советского Союза посмертно. Были разосланы похоронки.
Голоднов оказался жив, его нашли в полуразрушенном окопе с гранатой в руке, без сознания, сильно контуженным. Поблизости лежала взорванная немецкая пушка, а вокруг до 50 фашистских трупов, тела двоих погибших товарищей. Неузнанным был отправлен в госпиталь. После выздоровления вернулся на фронт. Снова был ранен. Попал в госпиталь, по стечению обстоятельств находившийся в его заволжской школе. Только здесь мать узнала, что её сын жив.
Воевал на Центральном и Первом Прибалтийском фронтах.
Весной 1944 года Голоднов был направлен в военное училище. Участвовал в Параде Победы 24 июня 1945 года.
Член КПСС с 1949 года.
После войны Голоднов стал офицером, моряком. В 1946 году Алексей окончил Высшее инженерно-техническое училище, а затем, в 1957 году, 2-е морское военно-политическое училище. В 1972 году полковник Голоднов уволен в отставку. Жил в городе-герое Киеве.

## Награды
- Орден Ленина,
- Орден Отечественной войны,
- Орден Красной Звезды,
- Герой Советского Союза — Указом Президиума Верховного Совета СССР «О присвоении звания Героя Советского Союза генералам, офицерскому, сержантскому и рядовому составу Красной Армии» от 15 января 1944 года за «образцовое выполнение боевых заданий командования по форсированию реки Днепр и проявленные при этом мужество и героизм» (№ 3566)[2].

## Память
- Установлен памятник в г. Заволжск, на аллее героев.
- Памятник в городе-герое Киеве на городском кладбище «Берковцы».
- В Тольятти именем Голоднова названа одна из улиц города.
- На родине, в селе Хрящёвка открыта мемориальная доска.